# Jacob Johann von Wulffen
Jacob Johann von Wulffen, född 1623, död 1678, var en svensk krigare, av en ursprungligen pommersk släkt, som kom i svensk hovtjänst 1644, senare i militärtjänst.
Wulffen deltog i Karl X Gustavs danska och polska krig, blev 1659 överste, 1672 generalmajor och fick 1675 överbefälet i Pommern. Han är framför allt bekant för sitt lysande försvar av Stettin med 2000 mans besättning mot brandenburgarna mellan juni och december år 1677. När han slutligen tvingades att kapitulera mot fritt avtåg ansågs brandenburgarna under belägringen ha förlorat omkring 10.000 man.